# Ouro-Mossi
Pour les articles homonymes, voir Ouro.
Ne doit pas être confondu avec Ouro-Yarcé.
Ouro-Mossi est une localité située dans le département de Oula de la province du Yatenga dans la région Nord au Burkina Faso.

## Économie
Depuis 2016, le village bénéficie de l'aide du Projet de renforcement de la résilience au Yatenga et au Zondoma (PARYZ), financé en partie par l'ONG allemande HELP, pour l'aménagement de parcelles agricoles.

## Santé et éducation
Le centre de soins le plus proche de Ouro-Mossi est le centre de santé et de promotion sociale (CSPS) de Oula tandis que le centre hospitalier régional (CHR) se trouve à Ouahigouya.